# Dalit

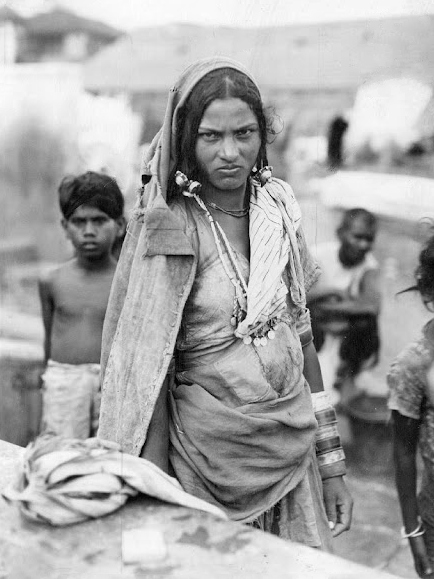
Een Dalitvrouw te Mumbai in 1942

De dalits of de onaanraakbaren (asprishya) vormen een groep mensen in India onderaan de maatschappelijke ladder. Zij zijn buiten het Indiase kastenstelsel gesloten. Dalit is oorspronkelijk een woord uit het Marathi.
Het gaat om een groep van ruim 260 miljoen mensen, die voornamelijk in India leven en ook in Bangladesh, Nepal, Pakistan en Sri Lanka. Volgens de volkstelling van 2001 was 16,2% van de Indiase bevolking een dalit, dat komt neer op 166.635.700 mensen.
Officieel worden ze in India scheduled castes genoemd. Mahatma Gandhi sprak graag van harijan, dat betekent door God bemind. De naam dalit is afgeleid van het Sanskriet dal, gebroken, uitgesloten, onterecht. De dalits zien daarom in hun naam een geuzennaam die hen oproept om te strijden voor hun politieke en economische rechten en voor maatschappelijke erkenning.

## Geschiedenis
Het kastenstelsel is een systeem dat mensen verdeelt in verschillende groepen, de jati's. Deze geboortegroepen hebben een bepaalde positie in de maatschappij en bepalen in sterke mate de sociale identiteit. In de Veda's werden wel verschillende beroepen genoemd, maar ontbraken de jati's nog. In de Dharmasoetra's worden deze genoemd als zijnde ontstaan uit inter-varna-huwelijken (varnasamkara).
Deze varna's werden al genoemd in een late mandala van de Rigveda, maar zijn mogelijk een latere toevoeging. In ieder geval was er in de vroege vedische tijd nog geen sprake van de latere sociale hiërarchie van brahmanen (priesters), kshatriya's (krijgers en heersers), vaishya's (landbouwers en handelaren) en shudra's, (burgers en arbeiders). Het zijn echter niet zozeer de varna's als wel de jati's die het dagelijks leven in India bepalen. 
Binnen het brahmanisme poogden de brahmanen voor zichzelf een dominante positie in te nemen, iets wat wisselend succes had. Onder druk van de shramanismebeweging – onder meer het boeddhisme, het jaïnisme en het ajivikisme – vond het brahmanisme zichzelf opnieuw uit. Nieuwe begrippen uit Groter Magadha als karma en moksha hadden een individualisering tot gevolg die het neobrahmanisme om wist te buigen in een legitimatie van een statische maatschappij, een samenleving zonder sociale mobiliteit tussen de varna's en daarmee de-individualisering te bevorderen.:241-254 Door het geloof aanvaarden de dalits hun lot. Als zij in dit leven hun karma en moksha aanvaarden en volgen, dan komen ze beter terug, zo niet dan zal hun situatie verslechteren.
De term onaanraakbaren (asprishya) wordt pas voor het eerst genoemd in de uit Kasjmir afkomstige Vishnu Smriti of Vaishnava-Dharmashastra. Door Patrick Olivelle wordt de Vishnu Smriti gedateerd op de 7e of 8e eeuw.

## Zuiverheid
Die ongelijkwaardigheid is door Louis Dumont verbonden aan het onderscheid zuiverheid-onzuiverheid. In Homo Hierarchicus. Essai sur le système des castes uit 1966 stelde hij dat de jati's dit als definiërende factor hadden. Declan Quigley maakte daarbij onderscheid tussen een materialistische benadering waarbij kaste een rationalisering en verdoezeling is van ongelijkheid en de idealistische benadering met kaste als een cultureel product, voortkomend uit religieuze ideeën van zuiverheid. Patrick Olivelle stelde daarentegen dat in de dharmashastra zuiver-onzuiver wel een rol speelt bij individuen, maar dat de tegenstelling niet van belang is als basis van varna of jati.

## Sociale status
De dalits vallen buiten de kastenindeling, ze zijn kasteloos en mogen niet door leden van de kasten worden benaderd. Een belangrijk gegeven van het kastenstelsel is dat kasten erfelijk zijn. Voor ieder kind wordt al voor de geboorte de positie in de maatschappij bepaald.
Dalits doen het smerigste werk voor het laagste loon, zoals het opruimen van dode mensen en dieren door de chandala jati, het ontstoppen van riolen, het schoonmaken van toiletten en het wassen van kleren die zijn bevuild met bloed of uitwerpselen. Omdat dalits als onrein gezien worden, moeten ze buiten het dorp wonen. Ze mogen geen gebruik maken van de dorpspomp en er zijn voor hen vaak aparte kopjes bij theestalletjes. Leden van andere kasten willen niets aanraken dat eerder door een dalit werd aangeraakt.
Kastendiscriminatie is na de onafhankelijkheid van India formeel verboden, maar het kastenstelsel bestaat in de praktijk nog steeds. Dalits worden nog altijd buitengesloten en vernederd, soms worden ze zelfs gelyncht of gemolesteerd. Ook de kastelozen hebben indelingen of gildes: iemand die met leer werkt, staat lager dan iemand die bijvoorbeeld schoonmaakt.
De staat India heeft programma's voor de verheffing van deze mensen: het reserveringenbeleid. Dit is een vorm van positieve discriminatie waarbij een aanzienlijk deel van de overheidsbanen en de studieplaatsen moeten worden gereserveerd voor minderheden en de laagste klassen als de dalits. In de praktijk wordt ook dalits in betere posities regelmatig te verstaan gegeven dat ze maar onaanraakbaren zijn. Bovendien geldt het reserveringenbeleid alleen voor overheidsfuncties. In 2017 werd Ram Nath Kovind als dalit gekozen tot president van India, maar in de privésector hebben dalits nog steeds minder kans op werk. Dankzij internet krijgen de dalits steeds gemakkelijker werk, maar meestal in bedrijven gerund door kastelozen.
Het oplossen van kastendiscriminatie wordt bemoeilijkt door conservatieve bewegingen, waaronder de Hindoetva-beweging.
Dalits zelf hebben zich zowel in Zuid-Azië als internationaal georganiseerd binnen het International Dalit Solidarity Network (IDSN). Binnen dit netwerk hebben zij kastendiscriminatie op de agenda van de Europese Unie en de Verenigde Naties gezet. Het Dalit Netwerk Nederland maakt onderdeel uit van dit internationale netwerk.
In het huidige India, waar armoede veel voorkomt, mag men een straatarme niet met een dalit verwarren. Veel brahmanen (priesters) die per definitie niet werken, zijn verarmd. Een dalit zal niet vlug bedelen, in tegenstelling tot nomaden of verarmde veehoeders.

### Dalitvrouwen
Dalitvrouwen worden gezien als een afhankelijk aanhangsel van de man. In alle lagen van de samenleving blijft het voor de vrouwen moeilijk een zelfstandig bestaan op te bouwen. Het onderdanige gedrag van de echtgenote garandeert de eer van de man.
Dalitvrouwen zijn driemaal onderdrukt: ten eerste als armen, ten tweede als vrouwen en ten derde als dalits. Aanranding en verkrachting van dalitvrouwen en -meisjes is op het Indiase platteland veelvoorkomend. Vooral mannen uit hogere kasten beschouwen de werkende vrouwen als vrije buit. Het idee is dat dalits geen beschikking over hun eigen leven en lichaam hebben, maar altijd en op alle denkbare manieren hogere kasten moeten bedienen. Ook binnen de dalitgemeenschap zelf is geweld tegen vrouwen een groot probleem.
De meest extreme vorm van uitbuiting van dalitvrouwen is het systeem van tempelprostitutie. De prostituees, jogoni's, worden op jongere leeftijd door een oudere prostituee ingewijd. Bij bepaalde feesten hebben jogoni's een rituele functie. Zij worden dan gedwongen tot zeer vernederende praktijken zoals het bijna naakt voor het hele dorp dansen. In grote steden is weinig tempelprostitutie, maar handel van dalitvrouwen voor commerciële prostitutie is een business in opkomst.
Straffeloosheid van geweld tegen dalitvrouwen houdt dit geweld in stand. Vrouwen die aangifte willen doen, worden vaak weggestuurd door politieambtenaren, die vrijwel altijd van een hogere kaste zijn.
Dalitvrouwen komen steeds sterker op voor hun rechten. Er zijn veel organisaties van dalitvrouwen, zoals de organisatie CaRDS (Community and Rural development Society).
De bekendste strijdster voor de rechten van dalitvrouwen is Ruth Manorama. Zij won in 2006 de Right Livelihood Award.
In 2006 vond de eerste internationale conferentie over de rechten van dalitvrouwen plaats in het stadhuis van Den Haag, op uitnodiging van burgemeester Wim Deetman.
Op 13 mei 2007 werd een dalitvrouw, Mayawati Kumari, beëdigd als premier van de dichtstbevolkte Indiase staat Uttar Pradesh. Dit nadat haar Bahujan Samaj Party bij de deelstaatverkiezingen de absolute meerderheid had behaald.